# Villadia
Villadia is een geslacht van succulenten uit de vetplantenfamilie. De soorten komen verspreid voor tussen Texas en Peru.

## Soorten
- Villadia acuta
- Villadia albiflora
- Villadia alpina
- Villadia andina
- Villadia aperta
- Villadia aristata
- Villadia batesii
- Villadia berillonana
- Villadia calicola
- Villadia chihuahuensis
- Villadia cucullata
- Villadia decipiens
- Villadia dielsii
- Villadia diffusa
- Villadia dyvrandae
- Villadia elongata
- Villadia fusca
- Villadia galeottiana
- Villadia goldmanii
- Villadia grandyi
- Villadia guatemalensis
- Villadia hemsleyana
- Villadia imbricata
- Villadia incarum
- Villadia jurgensenii
- Villadia laxa
- Villadia levis
- Villadia mexicana
- Villadia minutiflora
- Villadia misera
- Villadia nelsoni
- Villadia painteri
- Villadia parva
- Villadia patula
- Villadia pringlei
- Villadia ramosissima
- Villadia ramulosa
- Villadia recurva
- Villadia reniformis
- Villadia scopulina
- Villadia squamulosa
- Villadia stricta
- Villadia virgata
- Villadia weberbaueri

Adromischus · Aeonium · Aichryson · Chiastophyllum · Cotyledon · Crassula · Diamorpha · Dudleya · Echeveria · Graptopetalum · Greenovia · Hylotelephium (Hemelsleutel) · Hypagophytum · Jovibarba · Kalanchoe (Kalanchoë) · Lenophyllum · Monanthes · Orostachys · Pachyphytum · Perrierosedum · Phedimus (Vlak vetkruid) · Pistorinia · Prometheum · Pseudosedum · Rhodiola · Rosularia · Sedum (Vetkruid) · Sempervivum (Huislook) · Thompsonella · Tylecodon · Umbilicus · Villadia